# ما الرياضيات ؟ (كتاب)
ما الرياضيات ؟ (بالإنجليزية: ? What is Mathematics)‏ هو كتاب رياضيات كتبه ريتشارد كورنت وهربرت روبنز. ونشرت في إنجلترا بواسطة مطبعة جامعة أكسفورد. على إنها مقدمة للرياضيات، ومخصصة لكل من طلاب الرياضيات وعامة الناس.
نُشر لأول مرة في عام 1941، ويناقش "نظرية الأعداد"، "الهندسة"، و"الطوبولوجيا" و"حساب التفاضل والتكامل". حيث نُشرت الطبعة الثانية في عام 1996 مع فصل إضافي عن التقدم الحديث في الرياضيات، والذي كتبه "إيان ستيوارت".

## التأليف
اعتمد الكتاب على المواد الدراسية لكورانت. على الرغم من أن روبنز ساعد في كتابة جزء كبير من الكتاب، إلا أنه كان عليه أن يناضل من أجل التأليف. ومع ذلك فإن كورانت وحده هو الذي امتلك حقوق الطبع والنشر للكتاب. مما أدى إلى حصول روبنز على حصة أصغر من الإتاوات.

## العنوان
يتذكر "مايكل كاتيهاكيس" اهتمام روبنز بالأدب وتولستوي بشكل خاص وهو على قناعة بأن عنوان الكتاب يرجع على الأرجح إلى روبنز الذي استلهم عنوان المقال ما هو الفن ؟ بقلم "ليو تولستوي". حيث فعل روبنز الشيء نفسه في كتاب التوقعات العظيمة: نظرية التوقف الأمثل الذي شارك في تأليفه مع "يوان شيه تشاو" و"ديفيد سيجموند"، حيث لا يمكن للمرء أن يغيب عن الارتباط بالعنوان من رواية آمال عظيمة للكاتب "تشارلز ديكنز".
وفقًا لـ "كونستانس ريد"، أنهى كورانت العنوان بعد محادثة مع توماس مان.

## الترجمات
- نُشرت أول ترجمة روسية بعنوان "من هذا النوع من الرياضيات؟" عام 1947؛ حيث كانت هناك 5 ترجمات منذ ذلك الحين، آخرها في عام 2010.
- نُشرت الترجمة الإيطالية الأولى في عام 1950. وصدرت ترجمة للطبعة الثانية عام 2000.
- أول ترجمة ألمانية بعنوان "هل هي الرياضيات؟" بقلم "إيريس رونج" حيث نُشرت في عام 1962.
- نُشرت ترجمة إسبانية للطبعة الثانية، في عام 2002.
- نُشرت الترجمة البلغارية الأولى، في عام 1967. وظهرت الترجمة الثانية في عام 1985.
- الترجمة الرومانية الأولى، نُشرت عام 1969.
- نُشرت الترجمة البولندية الأولى في عام 1959، وظهرت الترجمة الثانية عام 1967. ونشرت ترجمة الطبعة الثانية عام 1998.
- نُشرت أول ترجمة مجرية بعنوان في عام 1966.
- نُشرت الترجمة الصربية الأولى في عام 1973.
- نُشرت الترجمة اليابانية الأولى في عام 1966، ونشرت ترجمة الطبعة الثانية في عام 2001.
- نُشرت ترجمة كورية للطبعة الثانية، في عام 2000.
- نُشرت ترجمة برتغالية للطبعة الثانية،: في عام 2000.

## التعليقات
- What is Mathematics? An Elementary Approach to Ideas and Methods, book review by Brian E. Blank, Notices of the American Mathematical Society 48, #11 (December 2001), pp. 1325–1330
- What is Mathematics?, book review by Leonard Gillman, The American Mathematical Monthly 105, #5 (May 1998), pp. 485–488.

## الإصدارات
- ريتشارد كورنت and هربرت روبنز (1941). What is Mathematics?: An Elementary Approach to Ideas and Methods. London: دار نشر جامعة أكسفورد. ISBN:0-19-502517-2. Reprinted several times with a few corrections of minor errors and misprints as a "Second Edition" in 1943, as a "Third Edition" in 1945, as a "Fourth Edition" in 1947", as "Ninth Printing" in 1958 and as "Tenth Printing" in 1960, and in 1978.[4][5]
- (1996) 2nd edition, with additional material by Ian Stewart. New York: دار نشر جامعة أكسفورد. (ردمك 0-19-510519-2).
- Courant، Richard؛ Robbins، Herbert (2015). Qu'est-ce que les mathématiques ? Une introduction élémentaire aux idées et aux méthodes. Cassini. ISBN:9782842252045. French translation of the second English edition by Marie Anglade and Karine Py.
- Courant, Richard; Robbins, Herbert; Stewart, Ian (2002). ¿Qué Son Las Matemáticas? Conceptos y métodos fundamentales (بالإسبانية). México, D. F.: Fondo de Cultura Económica. ISBN:968-16-6717-4. Spanish translation of the second English edition.
- Courant, Richard; Robbins, Herbert (1950). Che cos'è la matematica? Introduzione elementare ai suoi concetti e metodi (بالإيطالية). Turin: Einaudi. (first Italian translation, from the 1945 English edition)
- Courant, Richard; Robbins, Herbert (1971). Che cos'è la matematica? Introduzione elementare ai suoi concetti e metodi (بالإيطالية). Turin: Boringhieri. (based on the previous Eianudi's edition)
- Courant, Richard; Robbins, Herbert (1984). Toán học là gì (بالفيتنامية). Hanoi: Khoa học Kỹ thuật. (Vietnamese translation by Hàn Liên Hải from the Russian edition)
- Courant, Richard; Robbins, Herbert; Stewart, Ian (2000). Che cos'è la matematica? Introduzione elementare ai suoi concetti e metodi (بالإيطالية). Turin: Bollati Boringhieri. ISBN:88-339-1200-0. (Italian translation of the second English edition)